# Kepler-42
Kepler-42, formalmente conocida como KOI-961, es una enana roja localizada  en la constelación de Cygnus a aproximadamente 126 años luz del Sol. Tiene tres planetas conocidos , todos ellos más pequeños que la Tierra con respecto a su radio, y muy similar con respecto a su masa.

## Características
La masa de Kepler-42 se estima en unas 0,13 veces la del Sol, y tiene un radio de 0,17 veces el del Sol, esto es sólo 1,7 veces el del gigante gaseoso Júpiter. Debido a su pequeño radio y por lo tanto el área superficial, la luminosidad de Kepler-42 es sólo 0,24% de la del Sol. Su metalicidad es una tercera parte la del Sol. Kepler-42 cuenta con un movimiento propio apreciable de hasta 431±8 min/año. Debido a su pequeño tamaño y baja temperatura, la zona de habitabilidad de la estrella está mucho más cercana a la estrella que la Tierra del Sol.

## Sistema planetario

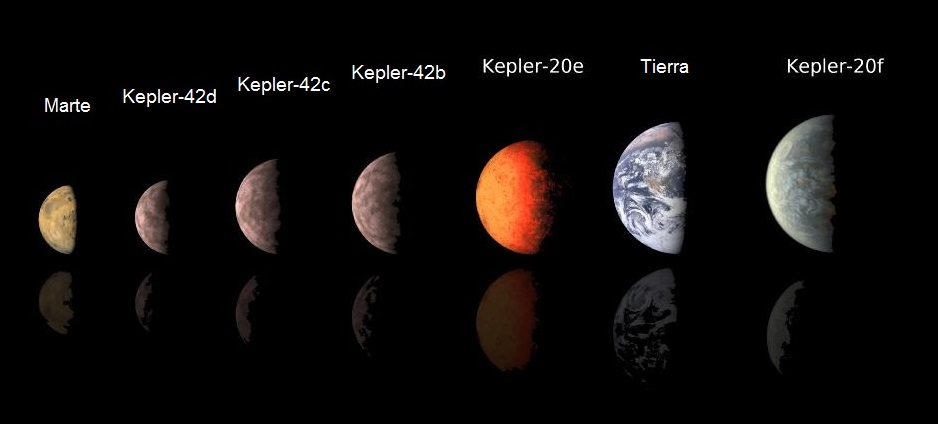
Tierra, Marte y los planetas de este sistema en comparación con Kepler-20e y Kepler-20f, los primeros exoplanetas terrestres de tamaño pequeño en ser descubiertos fuera del Sistema Solar.

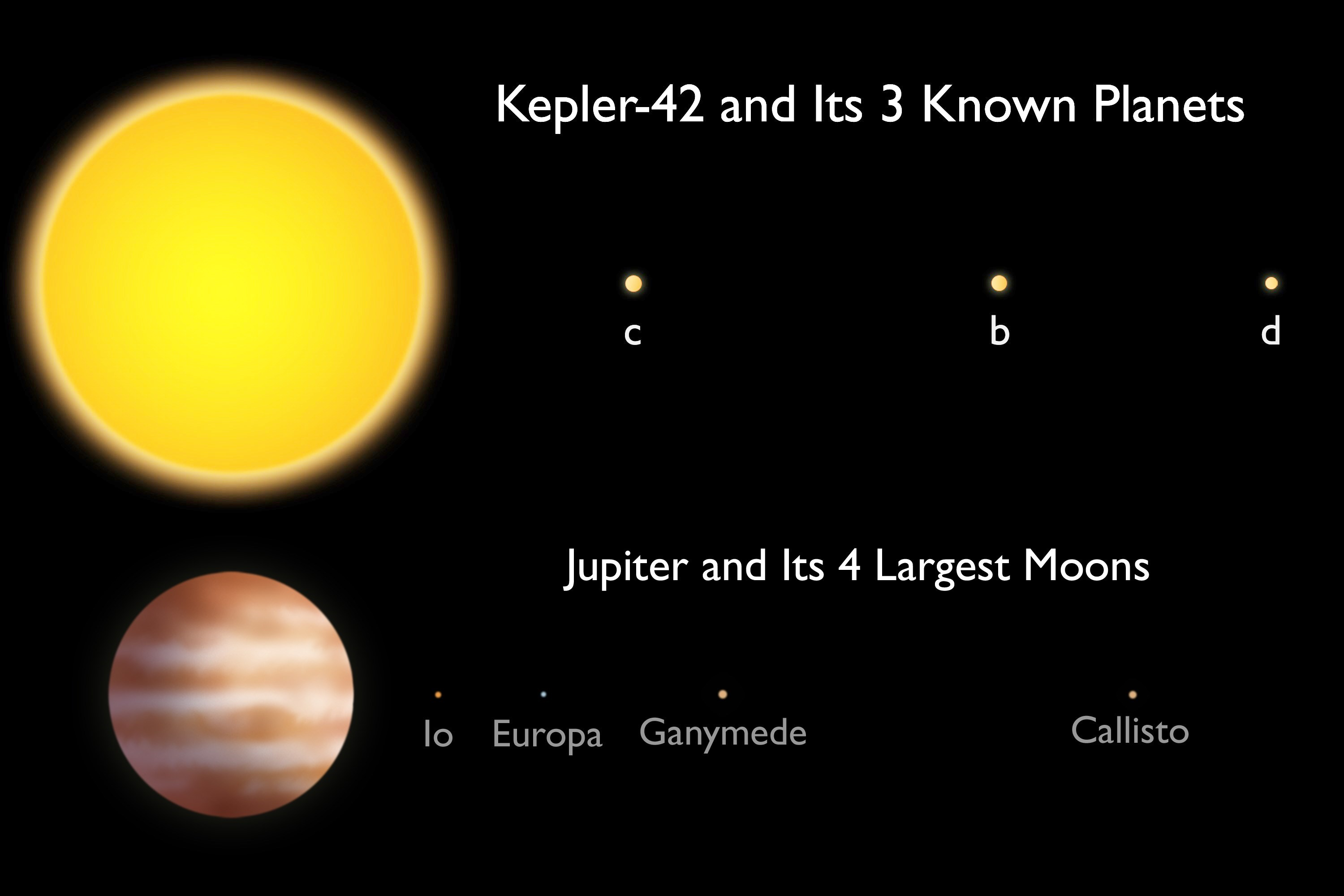
El sistema de Kepler-42 en comparación con el sistema de Júpiter

El 10 de enero de 2012, mediante el  telescopio espacial Kepler tres planetas fueron descubiertos en órbita alrededor de Kepler-42 mediante el método de tránsito. Los radios de estos planetas van desde aproximadamente los de Marte a Venus. El Sistema Kepler-42 es más notable por ser el segundo sistema que contiene planetas del radio de la Tierra o más pequeños (el primero fue el sistema de Kepler-20 en la foto a la izquierda). Estas órbitas planetarias son compactas, haciendo que el sistema (cuya estrella en sí tiene un radio comparable a las de algunos Júpiter calientes) se asemeja a los sistemas de lunas de los planetas gigantes como Júpiter o Saturno más de lo que hace el sistema solar. A pesar del pequeño tamaño de estos planetas y la estrella de ser una de las estrellas más débiles en el campo de Kepler con planetas confirmados, la detección de estos planetas fue posible debido al pequeño tamaño de la estrella, haciendo que estos planetas para bloquear una mayor proporción de luz de las estrellas durante sus tránsitos .
No todos los parámetros orbitales del sistema son conocidos. Por ejemplo, al igual que con todos los planetas en tránsito que no han tenido sus propiedades establecidas por medio de otros métodos, como la velocidad radial, la excentricidad orbital sigue siendo desconocida.
Sobre la base de las órbitas de los planetas y de la luminosidad y la temperatura efectiva de la estrella madre, el equilibrio térmico  de los planetas puede ser calculado. Suponiendo un altísimo albedo de 0,9 y la ausencia de efecto invernadero, el planeta exterior Kepler-42d tendría una temperatura de equilibrio de aproximadamente 280 Kelvin (6,9 °C), similar a la Tierra 255 Kelvin (−18,2 °C). Las estimaciones de los planetas conocidos están en las tablas siguientes:
| Temperatura                      | Kepler-42c          | Kepler-42b            | Kepler-42d            | Tierra               |
| Temperatura de equilibrio global | 728 K 455 °C 851 °F | 524 K 251 °C 483.8 °F | 454 K 181 °C 357.8 °F | 255 K −18 °C −0.4 °F |
| Referencias:                     |                     |                       |                       |                      |

| Planeta | Masa     | Semieje mayor (UA) | Periodo orbital (días) | Excentricidad | Inclinación | Radio          |
| ------- | -------- | ------------------ | ---------------------- | ------------- | ----------- | -------------- |
| c       | <2,06 M⊕ | 0,006              | 0,45328509 ± 9,7x10-7  | 0             | ?           | 0,73 ± 0,20 R⊕ |
| b       | <2,73 M⊕ | 0,0116             | 1,2137672 ± 4,6x10-6   | 0             | ?           | 0,78 ± 0,22 R⊕ |
| d       | <0,9 M⊕  | 0,0154             | 1,856169 ± 1,4x10-5    | 0             | ?           | 0,57 ± 0,18 R⊕ |